# Vímpel

Emblema de Vímpel

El grup Vímpel (en rus: Вымпел), també conegut com a grup Vega o Spetsgruppa V, és una unitat de força d'operacions especials russa.
La unitat va ser creada el 1981 pel general Drozdov de la KGB com unitat OSNAZ especialitzada en la infiltració profunda, el sabotatge, l'acció universal directa/encoberta, la protecció d'ambaixades i per l'activació de cèl·lules espies en cas de guerra. La majoria dels membres de Vímpel parlen dues o tres llengües estrangeres, a causa del fet que duen a terme operacions internacionals. Les missions i feines específiques no són de coneixement públic.
La unitat va adquirir de forma ràpida la reputació de ser la millor unitat de les forces especials soviètiques, superant les capacitats d'altres organismes com el GRU o el MVD.